# 大統領令14168号
ジェンダー・イデオロギーの過激主義から女性たちを守り、連邦政府に生物学的な真実を取り戻す（ジェンダー・イデオロギーのかげきしゅぎからじょせいたちをまもり れんぽうせいふにせいぶつがくてきなしんじつをとりもどす、英語: Defending Women from Gender Ideology Extremism and Restoring Biological Truth to the Federal Government）を表題とする大統領令14168号は、ドナルド・トランプがアメリカ合衆国大統領として二度目の就任をした2025年1月20日に発令した大統領令である。
大統領令は「生物学的性別に基づく権利」の概念と「ジェンダー・イデオロギー」の否定を推進している。命令では「ジェンダー・イデオロギー」を、言語と政策における「性の生物学的現実を根絶する」取り組みであると呼んでいる。大統領令が連邦政府機関に命令する要求には、ジェンダーは男性と女性の2種類だけであると認識すること（出生時に割り当てられた生物学的性別によって決定）、あらゆる資料における「ジェンダー（gender）」という用語の使用をすべて「性別（sex）」という言葉に置き換えること、ジェンダー・アファーミングケアへのあらゆる資金提供を中止すること、連邦政府の書類（パスポートなど）におけるジェンダー・セルフIDの使用許可を中止すること、「ジェンダー・イデオロギー」の資金提供や促進に対する資金提供を中止すること、連邦政府の活動においてジェンダー・アイデンティティに基づくTitle VIIの保護を提供する「ボストック対クレイトン郡訴訟」の適用を中止すること、トランスジェンダーの人々が性別と一致するシングルセックスの連邦資金による施設を使用することを禁止することなどが含まれる。
この大統領令は、トランスジェンダーの人々に対する保護と認知を取り消そうとする広範な活動の一環であると言われている。大統領令は、フェミニスト、LGBT、市民権の団体から広く糾弾された。

## 背景
ドナルド・トランプは、この命令を初日に25以上の大統領令とともに署名した。トランプ政権のスタッフは、「これは第1のステップ」であり、トランスジェンダーの人々に対してさらに多くの制限が待っていると述べた。
AP通信は、トランプは「トランスジェンダーの権利への反対を大統領選挙投票日前日の最終演説の中心に据え、品位を傷つける侮辱的な言葉と事実に反する表現を使用して、アメリカ合衆国の極めて少数の人々が国民的アイデンティティに対する脅威であるかのように描いた」と述べている。権威主義的ポピュリズムの専門家であるMiriam Juan-Torres Gonzálezは、トランスジェンダーの人々に対するトランプの選挙キャンペーンでの攻撃は、権威主義的なポピュリストが市民の権利を制限する政策を正当化するために、どのように人々に捉えられている脅威が利用されるのかを例示しており、トランプの選挙キャンペーンはトランスジェンダーのアスリートを社会規範に対する脅威として描写することでモラル・パニックを焚きつけて、トランスジェンダーの権利を政府がより厳しく制限することを提唱している、と説明している。

## 要約
この命令はいわゆる「ジェンダー・イデオロギー」 を攻撃するものであり、「生物学的性に基づいた権利」やトランスジェンダー排他的な概念である「adult human female」などの概念を促進している。大統領令は「ジェンダー・イデオロギー」を「性の生物学的カテゴリーを、常に変化する自己評価のジェンダー・アイデンティティの概念に置き換えるものであり、男性は女性として自認でき女性になったりその逆も可能であるという虚偽の主張を許容することになり、社会のすべての組織がこの虚偽の主張を真実であるとみなすことを要求するもの」として定義している。命令には「女性は生物学的に女性であり、男性は生物学的に男性であることを認識する明確かつ正確な言語と政策を使用することにより、女性の権利を守り、良心の自由を保護する」と述べられている。
命令ではさらに、「女性」と「男性」をそれぞれ「受胎時に大きな生殖細胞を生産する性別に属する人」と「受胎時に小さな生殖細胞を生産する性別に属する人」と定義している。
大統領令は以下のことを義務付けている。
- 連邦政府機関は、「ジェンダー（gender）」の代わりに「性（sex）」という用語を使用し、「ジェンダー・イデオロギーを促進する」資料を削除し、「ジェンダー・イデオロギーへの資金提供」を停止しなければならない[1]
- パスポートやビザなどの政府の公式文書では、ジェンダーの自己選択の許可を停止する[1]。ただし、既存の文書は更新されない限り影響を受けない[11]。
- トランスジェンダーの人々は、ジェンダー・アイデンティティと一致する施設に投獄されない[1]
- 連邦刑務所局は、ジェンダー・アファーミングケアに対する連邦政府の資金提供を停止する.[1]: § 4(c)
- 連邦政府の資金は今後ジェンダー・アファーミングケアには使われない[12]
- 司法長官は、連邦政府機関の活動において「性別に基づく区別に対するボストック対クレイトン郡訴訟（英語版）における最高裁判所の判決（2020年）の誤用を修正」ための指針を提供する[1]: § 3(f)
- この命令と矛盾する以前のポリシーと連邦政府の文書は、連邦政府の職場での本人のジェンダー・アイデンティティと一致する名前と代名詞の使用を必要とするポリシーを含めて、すべて取り消される

## 分析
この命令は、女性を「受胎時に大きな生殖細胞を生産する性別に属する人」と定義し、男性は「受胎時に小さな生殖細胞を生産する性別に属する人」と定義している。しかし、妊娠から6〜7週間の妊娠まで、人間の胎児は女性の発達経路に従って成長する。したがって、アメリカ合衆国議会の最初のトランスジェンダー議員であるサラ・マクブライドを含む一部の人は、この命令はすべての人間を女性と定義していると解釈される可能性があるのではないかと推測している。生物学的には、SRY遺伝子が最大の役割を果たしながら、遺伝的信号が非中性的な生殖腺（つまり精巣または卵巣）の発達を刺激するのに8〜10週間かかるため、受胎時に胚が最終的にどのタイプの生殖細胞が生産することになるかを知ることは不可能である。たとえば、SRY遺伝子が正しく機能しなかった場合、個人がXY核型を持っている一方で生理学的に女性であるアンドロゲン不応症をもたらす可能性などがある。
インターセックスの人々は大統領令には含まれなかった。インターセックスの人々は、いくつかの性的特徴（染色体パターン、生殖腺、性器など）を持って生まれてきた人々であり、国連人権高等弁務官事務所によると、「男性または女性の典型的な2元論の概念に適合しない」人々である。

## 執行

### 連邦政府のLGBTQ+資料
命令が署名された数時間後にトランプ政権はLGBTQ+の資料に関する言及をさまざまな連邦政府ウェブサイトから削除した。これにはアメリカ国立アレルギー・感染症研究所（NIAID）の「HIV Language Guide」も含まれる。このガイドのはしがきには、「NIAIDスタッフが相手とコミュニケーションを取る際に、偏見を押し付ける言葉ではなく、相手に力を与える言葉を使うのを助けるように設計されたものである」と説明されている。

### アメリカ合衆国パスポート
AP通信によると、2025年1月23日現在、アメリカ合衆国国務省のウェブサイトでは「市民がパスポート上のジェンダーマーカーを変更する方法の説明が書かれていたが、オフラインになっている（…）ホワイトハウスの報道官はニュースアウトレットNOTUSに、期限切れになっていないパスポートは有効なままであるが、新しいパスポートの申請や古いパスポートの更新時には新しい命令に従わなければならないと説明した」。

### 連邦刑務所のトランスジェンダーの受刑者
AP通信によると、2025年1月23日現在、「大統領令は、約2,300人のトランスジェンダーの受刑者（全体の1.5%にあたる）がいる連邦刑務所に対して、命令を適用する手段について具体的な詳細が記述されている（…）ヒューマン・ライツ・キャンペーンの法務部門長のSarah Warbelowは、連邦政府のポリシーが変更したとしても、受刑者の（ジェンダー・アファーマティブ）治療へのアクセスを許可する裁判所命令は依然有効なままだと述べている。ACLUは、『一部の弁護人から、トランスジェンダーの女性が独居房に移されたか、男性の刑務所に移されると言われていると聞いた』と述べている」。

### 検閲
2025年2月1日、アメリカ疾病予防管理センター（CDC）は所属する科学者に対して、禁じられた用語が含まれる未投稿の研究論文を撤回するように指示した。禁止された用語は、「性別（gender）、トランスジェンダー（transgender）、妊娠中の人（pregnant person、pregnant people）、LGBT、トランスセクシュアル（transsexual）、ノンバイナリ（non-binary、nonbinary）、出生時に男性として割り当てられた（assigned male at birth）、出生時に女性として割り当てられた（assigned female at birth）、生物学的に男性（biologically male）、生物学的に女性（biologically female）」である。WHO Center on Global Health LawのディレクターLarry Gostinは、この指令は、政府職員だけでなく民間人の検閲にも及んでいると指摘し、 たとえば、提出された論文の筆頭著者がCDCで働いており、論文の提出を撤回した場合、たとえ共著者が民間の科学者であっても、論文を殺すことになってしまうと説明している

## 反発
この大統領令は「過激主義的」で「残酷」であるとして、フェミニスト、LGBT、市民権団体から幅広く糾弾された。The New Republicによれば、大統領令は「右派で一般的になりつつある、ジェンダーとセクシュアリティに関するある種の陰謀論的な考え方が詰め込まれている」。

### 組織
アメリカ自由人権協会のChase Strangioは、大統領令をトランスジェンダーの人々を市民生活や公共生活から根絶することを目的としたものだと説明し、LGBTQの人々の権利を守るために「どこでも可能な限り」トランプ政権を法廷に立たせると誓った。
ヒューマン・ライツ・キャンペーンのPresidentのKelley Robinsonは、「今日予想されるLGBTQ+コミュニティをターゲットとした大統領令は、私たち家族とコミュニティを傷つけること以外を目的としたものではなく」、「私たちがこれまで手に入れてきたすべてのものに対する、こうした有害な条項に反撃する」と述べた。Advocates for Trans Equalityは、引き続き全国のトランスジェンダーの権利を保護し続けると述べた。Asian Americans Advancing Justiceは、大統領令に関する「あらゆる形態の憎しみと差別に立ち向かう」という意思を表明した。Lambda Legalの法律最高責任者Jennifer Pizerは、彼女の組織や他の人が政権を訴えることを期待していると述べた。
National Organization for Women（NOW）は、トランプの「過激主義的で排他的な命令の蔓延」と「恥のスコアカード」はNOWが言うには「常識ではなく残酷さによって定義されており、人々を本当の危険にさらしている」として非難した。
National Council of Jewish WomenとKeshetは共同声明を発表し、LGBTQ+コミュニティを標的とするトランプの行動を「トランスジェンダーの人々に対する連邦政府の認知を消し去ろうとしている」と非難し、こうした行為は「恐怖と憎しみを扇動するように設計されている。大統領命令は法律ではないため、訴訟に直面するだろう。ユダヤ人コミュニティは、LGBTQ+の平等を圧倒的にサポートしており、LGBTQ+コミュニティの保護、支援、歓迎に取り組んでいる。平等と正義を保証するために、私たちは多くの連合パートナーとともに、裁判所、議会、規制プロセスを通じてこの有害な差別と戦う予定である」と述べた。
この大統領令の主張は、アメリカ医師会を含む専門家グループの決定にも反しているとされる。アメリカ医師会は、ジェンダー・アイデンティティはスペクトルであり、「固定された男性と女性の二者択一」ではないという考えを支持している。
フォーカス・オン・ザ・ファミリー代表のJim Dalyは大統領令を支持する声明を発表し、「2つの性別の排他性を再確立するためのこの取り組みは非常に遅れている」と述べた。

### 政治家と選出された
メリーランド州司法長官のAnthony Brownは命令を非難する声明を発表し、大統領令は人々の生命を脅かすことになるため、「すべてのメリーランド州民、特に疎外されたコミュニティのメンバーを保護するつもりである。メリーランド州のトランスジェンダーの住民には、この州に属していることを理解して、彼らが重要であると考えていることを知ってほしい。彼らの権利と安全のために戦う」と述べた。

### 国際的な反応
ボイス・オブ・アメリカによると、大統領令はアフリカでは様々な反応があり、保守派は大統領令を歓迎する一方、ゲイの権利の活動家は非難した。